# Acid2
L'Acid2 és una pàgina de prova publicada i promoguda pel Web Standards Project per exposar errors de representació de pàgines web en navegadors web. S'anomena en honor de la prova de l'àcid per a l'or, i es va desenvolupar amb l'esperit d'Acid1; una prova dels estàndards Cascading Style Sheets 1.0 (CSS1). El web es va llançar el 13 d'abril de 2005, i, com en l'Acid1, una aplicació passa la prova si la renderització és igual a la d'una imatge de referència.
La prova Acid2 comprova aspectes del marcatge HTML, estils CSS 2.1, imatges PNG i data URIs. La pàgina Acid2 es podrà mostrar correctament en quaslsevol aplicació que segueixi les especificacions del World Wide Web Consortium i Internet Engineering Task Force per a aquestes tecnologies. Aquestes especificacions es coneixen com a estàndards web, ja que descriuen la manera com les tecnologies web han de funcionar.
Mentre que al moment del llançament de l'Acid2 cap navegador web superava la prova, l'Acid2 es va dissenyar amb l'Internet Explorer de Microsoft al cap. Els creadors de l'Acid2 lamentaven que no seguís els estàndards web i, per això, mostrava les pàgines d'una forma diferent als altres navegadors. L'Acid2 representava una prova per a Microsoft per fer de l'Internet Explorer un navegador seguint els estàndards, fent més fàcil dissenyar pàgines web que es mostraven correctament en qualsevol navegador.
El 31 d'octubre de 2005, el Safari 2.0.2 va esdevenir el primer navegador a passar la prova. L'Opera, el Konqueror i Firefox el van seguir. Amb el llançament de l'Internet Explorer 8 el 19 de març de 2009, les versions més recents de tots els navegadors principals passaven el test. L'Acid2 va ser seguit per l'Acid3.

## Motors compatibles
El resultat correcte és una cara somrient, que en passar-hi el cursor del ratolí sobre el nas, farà canviar-li el seu color. En el moment de presentació de la prova, cap navegador podia representar-ho correctament, però actualment, sí com a mínim 3 motors i 8 navegadors:
- WebKit i KHTML
  - Navegadors: Google Chrome · iCab · Konqueror · OmniWeb · Safari · Shiira
- Prince
- Presto
  - Navegadors: Internet Channel · Opera
- Gecko
  - Navegadors: Mozilla Firefox 3

## Navegadors no compatibles
Malgrat que en la versió 7 de l'Internet Explorer s'ha millorat la implementació del CSS 2, aquest no passa la prova, però tot i que Microsoft va comunicar públicament que no era un dels seus objectius prioritaris millorar-ho, l'Internet Explorer 8 serà compatible.